# Línea 12 del Metro de la Ciudad de México
La Línea 12 del Metro de la Ciudad de México es una de las doce líneas del Metro de la capital de México. Fue inaugurada el 30 de octubre de 2012 y es la decimosegunda línea en incorporarse al sistema, siendo la última en ser construida e inaugurada recientemente. Está compuesta por 20 estaciones y 24.5 km kilómetros de vías. Abarca las alcaldías de Benito Juárez, Coyoacán, Iztapalapa y Tláhuac. Tiene correspondencia con cuatro líneas del Metro y su color distintivo es el oro. En 2024 la línea fue usada por 105,030,602 de pasajeros. 

## Historia

### Antecedentes
La línea 12 hace su primera aparición en el Plan Rector de Vialidad y Transporte de 1978 con un trazado similar a la posterior línea 10 (ahora Línea B). 
En el Plan Maestro del Metro de 1985 se presenta una línea que correría desde las cercanías de la entonces delegación Álvaro Obregón hasta Periférico cruzando por la Calzada Ermita-Iztapalapa. 
En el Plan Maestro del Metro y Trenes Ligero de 1996 se vuelve a retomar esta propuesta, pero cómo la reciente Línea 8 utilizaba el tramo de Ermita-Iztapalapa se decide utilizar un túnel adicional que se dejó en su construcción para que la Línea 8 comunicara a los límites de las delegaciones Coyoacán y Xochimilco mientras que la línea 12 reutilizaría el tramo comprendido entre Atlalilco y Constitución de 1917 para poder continuar hasta la zona de Santa Lucia en Álvaro Obregón.
En 2002 durante la administración de Andrés Manuel López Obrador, se realizarían estudios dónde se modificaría el proyecto de 1996, descartando la posibilidad de intercambiar trayectos con la línea 8 siendo que está conservaría su recorrido mientras que la línea 12 sería la que llegaría a Acoxpa.

### Consulta verde

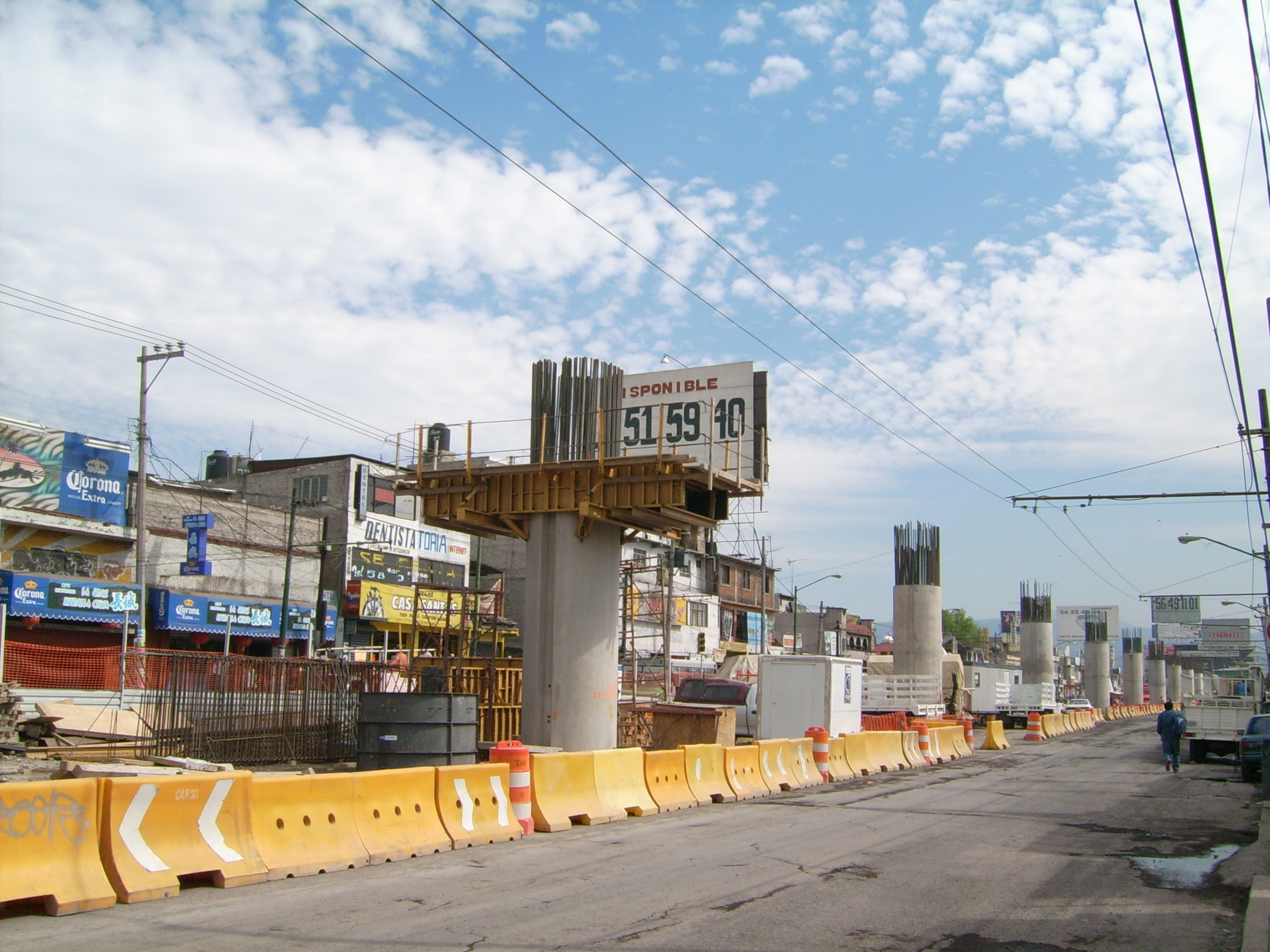
Construcción del tramo Periférico Oriente-Tezonco (6 de marzo de 2010)

En diciembre de 2006 se anunció la posible construcción de una nueva línea del Metro, para atender la demanda de servicio de transporte público al sur de la Ciudad de México. El 29 de julio de 2007 se aplicó una encuesta denominada Consulta Verde a través de la cual se preguntó a la población de la Ciudad de México su opinión sobre transporte público; manejo del agua; medio ambiente y definir el trazo de la línea 12 del Metro. La encuesta propuso dos posibles rutas: Iztapalapa-Acoxpa e Iztapalapa-Tláhuac. El 7 de agosto de 2007 se dieron a conocer los resultados de la encuesta en donde la ruta Iztapalapa-Tláhuac resultó elegida. El 8 de agosto de 2007 se presentó el proyecto de manera oficial ante la población con el nombre de Línea 12: línea dorada, la línea del Bicentenario.
La construcción de este medio de transporte fue llevado a cabo por: Empresas ICA, SAB de CV, Alstom Transport, SA, Alstom Mexicana, SA de CV y Carso Infraestructura y Construcción, S.A. de C.V., quienes firmaron contrato con el Gobierno del Distrito Federal (el cliente) el 17 de junio de 2008.
El proyecto final consideró la construcción de una vía de longitud total de 24.48 km, de los cuales 20.28 km son para el servicio de pasajeros y 4.2 km para servicio de mantenimiento. La vialidad es de oriente a poniente. El formato de vialidad es el siguiente: 2.83 km en modo superficial, 12.07 km en viaducto elevado, 2.81 km en cajón subterráneo y 6.77 km en túnel profundo. El color oro como identidad gráfica, el uso de trenes de 7 coches de rodadura férrea alimentados por catenaria, los cuales fueron construidos por la empresa Construcciones y Auxiliar de Ferrocarriles en España.

### Cambios en el proyecto

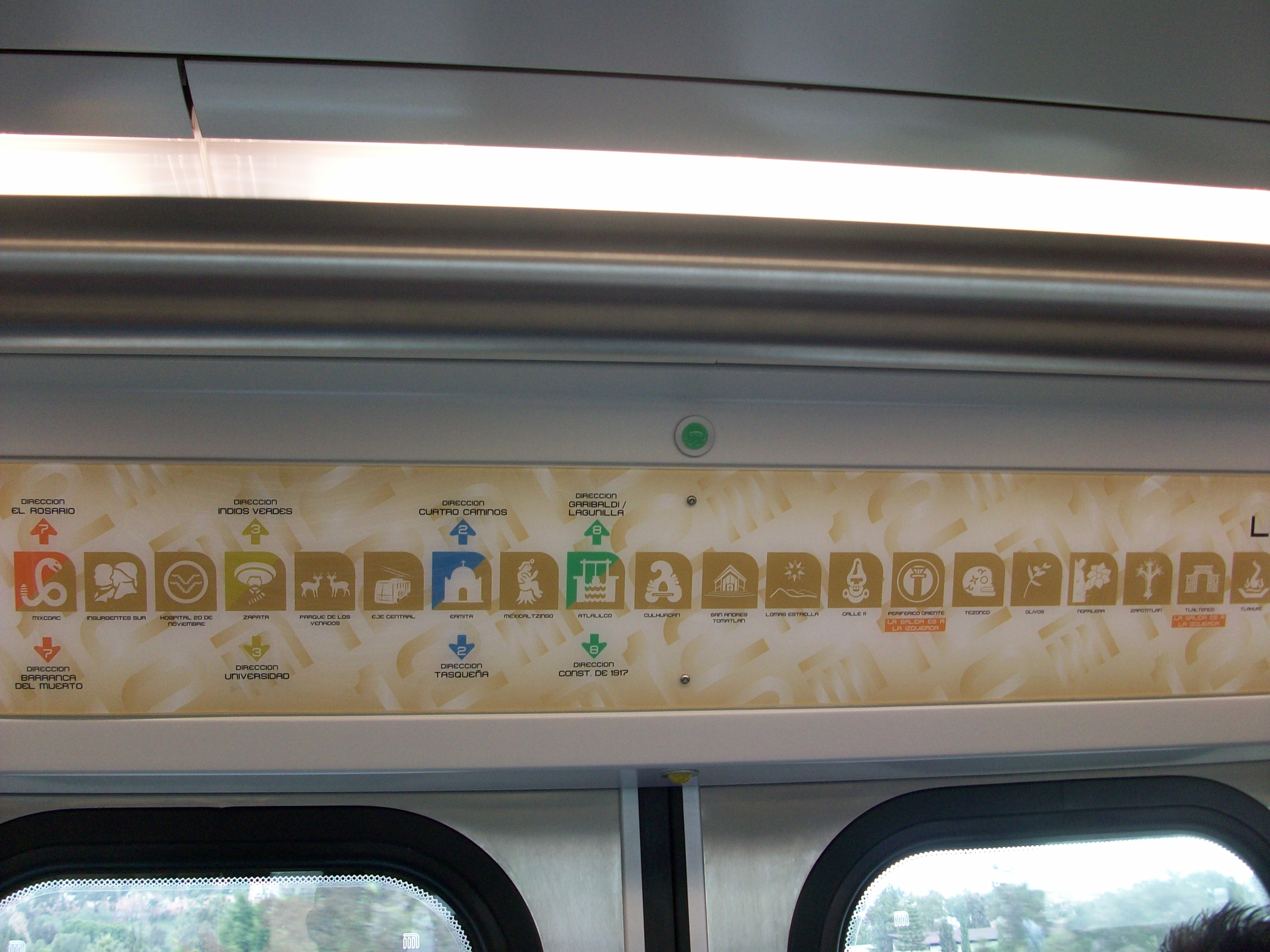
Póster informativo usual que incluye nombre, iconografía y transbordos o correspondencias de las estaciones. En la fotografía se observa un cartel alusivo a la línea 12 en el interior de un tren.

Desde la presentación oficial (8 de agosto de 2007), por parte de las autoridades del Gobierno del Distrito Federal y el Sistema de Transporte Colectivo, se realizaron diversas modificaciones al proyecto que incluyeron: ruta; cantidad y nombre de estaciones; inicio y terminación de la obra civil, tipo de rodadura y tipo de construcción.
- Ruta: Inicialmente se anunció la trayectoria siguiente: iniciaría en territorio de la delegación Tláhuac en los terrenos localizados en el predio denominado Llanos de Tláhuac, ubicado entre la Av. San Rafael Atlixco y la calle Luis Delgado. Se incorporaría a la Av. Tláhuac en dirección poniente. Seguiría por Calzada de la Virgen, las calles Canal Nacional, Cafetales hasta entroncar con el Eje 3 Oriente (Av. Carlota Armero) hasta el cruce con la Calzada Ermita-Iztapalapa. En ese punto giraría hacia el poniente hasta llegar al cruce con la Av. División del Norte, lugar donde viraría hacia el norte hasta el Eje 7 Sur, donde viraría nuevamente hacia el poniente hasta la estación Mixcoac.[5][6][7][8] El proyecto final considera el trazo de la línea a través de la Av. Tláhuac desde la Calzada Ermita-Iztapalapa hasta el predio Llanos de Tláhuac.[9][10]
- Cantidad de estaciones: El proyecto inicial consideró 23 estaciones: Tláhuac, Tlaltenco, Zapotitlán, Francisco Villa, Olivos, Tezonco, Periférico Oriente, Calle 11, La Virgen, ESIME Culhuacán, Canal Nacional, Ganaderos, Del Paso, Mexicaltzingo, Vía Láctea, Sur 69, Ermita, Eje Central, Parque de los Venados, Zapata, 20 de noviembre, Insurgentes Sur y Mixcoac.[5] El 6 de enero de 2008 el Sistema de Transporte Colectivo dio a conocer la cancelación de la estación Sur 69 por oposición vecinal.[11] El 11 de septiembre de 2008 autoridades del Sistema de Transporte Colectivo anunciaron la cancelación de las estaciones Vía Láctea y Ganaderos debido a una serie de recomendaciones por parte del Instituto Nacional de Antropología e Historia.[12] En el cruce de la Calzada Ermita-Iztapalapa y la Av. Arneses se planeó construir la estación Axomulco (originalmente llamada Del Paso). La estación funcionaría como transbordo hacía la línea 8, para lo cual, también se tendría que construir una estación sobre el trazo de esta última línea. Francisco Bojórquez Hernández, director del Sistema de Transporte Colectivo, reconoció que la construcción de una estación sobre el trazo de la línea 8 implicaría el cierre de la línea por casi 6 meses. Por tal motivo, se procedió a cancelar la estación Axomulco y únicamente construir una sola estación para efectuar el transbordo hacia la estación Atlalilco, la cual ya existe.[13]
- Nombre de estaciones: 6 estaciones fueron renombradas por autoridades del Sistema de Transporte Colectivo. La estación Francisco Villa se renombró de manera definitiva a Nopalera.[14] Las 5 estaciones restantes fueron nombradas, durante la construcción, con dos o más nombres: Canal Nacional (Barrio Tula, Pueblo Culhuacán o Culhuacán), Tezonco (San Lorenzo o San Lorenzo Tezonco), La Virgen (Tomatlán o Santa María Tomatlán), ESIME Culhuacán (San Andrés Tomatlán), Calle 11 (Tomatlán), Insurgentes Sur (Parque Hundido).[5][15][16]
- Inicio y terminación de la obra civil: La licitación publicada el 21 de enero de 2008 indicó las siguientes fechas: 10 de junio de 2008 para inicio y 31 de diciembre de 2010 para terminación del tramo Tláhuac-Axomulco; y 31 de diciembre de 2011 para terminación del tramo Axomulco-Mixcoac.[7] Posteriormente, se anunciaron tres fechas más para el inicio de la obra: 3 de julio, 15 de septiembre y 22 de septiembre de 2008.[13][17][18] Las fechas de terminación de la obra también sufrieron cambios: Tláhuac-Atlalilco en abril de 2011 y Atlalilco-Mixcoac en abril de 2012[19] Finalmente, el 23 de septiembre de 2008 sobre la calzada Ermita-Iztapalapa, en el tramo comprendido entre calzada de La Viga y el Eje 3 Oriente inició la construcción del tramo Tláhuac-Atlalilco.[13]
- Tipo de construcción: El trazo de más de 24 km que originalmente se planteó subterráneo[5] fue modificado para construir 2.8 km en modo superficial, 12 km en viaducto elevado, 2.8 km en cajón subterráneo y 7.8 km en túnel profundo.[9][20]

### Periodo de pruebas e inauguración
Del 17 de junio al 2 de octubre de 2012 tuvo lugar un período de pruebas que ofreció recorridos gratuitos con ascenso y descenso de pasajeros en algunas de sus estaciones. El Gobierno del Distrito Federal indicó que la intención fue familiarizar a la población en el uso de la línea.
La línea 12 fue inaugurada el 30 de octubre de 2012 por Marcelo Ebrard Casaubón, Jefe de Gobierno del Distrito Federal de 2006 a 2012 y Felipe Calderón Hinojosa, Presidente de México de 2006 a 2012.

## Estaciones
La línea contiene 20 estaciones y 1 taller durante todo su recorrido, además de que actualmente hay 3 estaciones en construcción:
| Estación                 | Iconografía                                          | Inauguración          | Ubicación     | Tipo de estación            | Construcción   | Conexiones |
| ------------------------ | ---------------------------------------------------- | --------------------- | ------------- | --------------------------- | -------------- | --- |
| Mixcoac                  | Serpiente                                            | 30 de octubre de 2012 | Benito Juárez | Terminal de correspondencia | Túnel Profundo | Correspondencia - Línea 7 Otros servicios - CETRAM Mixcoac - Alquiler de Ecobici - Mixcoac - Mixcoac - Líneas: 1-D, 13-A, 115-A, 116, 119-B, 124, 124-A, 200 - Ruta 21-A                             |
| Insurgentes Sur          | Bustos de Miguel Hidalgo y José María Morelos        | 30 de octubre de 2012 | Benito Juárez | Paso                        | Túnel Profundo | Otros servicios - Alquiler de Ecobici - Félix Cuevas - Insurgentes Sur - Ruta 6-A (a distancia) |
| Hospital 20 de Noviembre | Fachada del Hospital 20 de noviembre                 | 30 de octubre de 2012 | Benito Juárez | Paso                        | Túnel Profundo | Otros servicios - Alquiler de Ecobici - Hospital 20 de noviembre - Ruta 6-A (a distancia) |
| Zapata                   | Busto de Emiliano Zapata                             | 30 de octubre de 2012 | Benito Juárez | Correspondencia             | Túnel Profundo | Correspondencia - Línea 3 Otros servicios - CETRAM Zapata - Alquiler de Ecobici - Pueblo de Santa Cruz Atoyac (a distancia) - Zapata - Líneas: 1-D, 52-C, 120, 121-A - Ruta 6-A                      |
| Parque de los Venados    | Dos venados                                          | 30 de octubre de 2012 | Benito Juárez | Paso                        | Túnel Profundo | Otros servicios - Alquiler de Ecobici - Pueblo de Santa Cruz Atoyac (a distancia) - Parque de los Venados - Ruta 6-A                                                                                 |
| Eje Central              | Trolebús del Servicio de Transportes Eléctricos      | 30 de octubre de 2012 | Benito Juárez | Paso                        | Túnel Profundo | Otros servicios - Popocatépetl - Eje Central - Eje Central (a distancia) - Líneas: 52-C, 1-D (a distancia) - Ruta 6-A                                                                                |
| Ermita                   | Ermita                                               | 30 de octubre de 2012 | Benito Juárez | Correspondencia             | Túnel Profundo | Correspondencia - Línea 2 Otros servicios - Balboa (a distancia) - Plutarco Elías Calles (a distancia) - Ermita - Líneas: 2-A, 31-B, 52-C, 111-A, 145-A - Rutas: 6-A (a distancia), 17-C, 17-H, 17-I |
| Mexicaltzingo            | Persona sobre un maguey                              | 30 de octubre de 2012 | Iztapalapa    | Paso                        | Subterránea    | Otros servicios - Mexicaltzingo - Líneas: 1-D, 37, 52-C - Rutas: 5-A, 6-A |
| Atlalilco                | Pozo de agua                                         | 30 de octubre de 2012 | Iztapalapa    | Correspondencia             | Subterránea    | Correspondencia - Línea 8 Otros servicios - Ermita/Iztapalapa (a distancia) - Atlalilco (a distancia) - Líneas: 1-D, 52-C - Ruta 6-A                                                                 |
| Culhuacán                | Glifo de Culhuacán                                   | 30 de octubre de 2012 | Iztapalapa    | Paso                        | Elevada        | Otros servicios - Calzada Taxqueña (a distancia) - Culhuacán - Rutas: Z3-A, Z3-B |
| San Andrés Tomatlán      | Fachada de la Parroquia de San Andrés Apóstol        | 30 de octubre de 2012 | Iztapalapa    | Paso                        | Elevada        | Otros servicios - San Andrés Tomatlán - Rutas: Z3-F, Z3-G, Z3-H |
| Lomas Estrella           | Estrella sobre un cerro                              | 30 de octubre de 2012 | Iztapalapa    | Paso                        | Elevada        | Otros servicios - Lomas Estrella - Rutas: Z3-G, Z3-H |
| Calle 11                 | Ceremonia del Fuego Nuevo                            | 30 de octubre de 2012 | Iztapalapa    | Paso                        | Elevada        | Otros servicios - Calle 11 - Rutas: Z3-G, Z3-H |
| Periférico Oriente       | Torre de vigilancia del Reclusorio Oriente           | 30 de octubre de 2012 | Iztapalapa    | Paso                        | Sobre-Elevada  | Otros servicios - CETRAM Periférico Oriente - Periférico oriente - Líneas: 47-A, 57-A, 57-C, 162 - Ruta Z3-H                                                                                         |
| Tezonco                  | Calavera                                             | 30 de octubre de 2012 | Iztapalapa    | Paso                        | Elevada        | Otros servicios - Línea 162 |
| Olivos                   | Rama de olivo                                        | 30 de octubre de 2012 | Tláhuac       | Paso                        | Elevada        | Otros servicios - Ruta Z3-H - Línea 162 |
| Nopalera                 | Flor y Fruto de una Nopalera                         | 30 de octubre de 2012 | Tláhuac       | Paso                        | Elevada        | Otros servicios - Línea 162 |
| Zapotitlán               | Árbol de zapote                                      | 30 de octubre de 2012 | Tláhuac       | Paso                        | Elevada        | Otros servicios - Línea 162 |
| Tlaltenco                | Arco de la antigua aduana de San Francisco Tlaltenco | 30 de octubre de 2012 | Tláhuac       | Paso                        | Superficie     | |
| Tláhuac                  | Glifo de Tláhuac                                     | 30 de octubre de 2012 | Tláhuac       | Terminal                    | Superficie     | Otros servicios - CETRAM Tláhuac - Líneas: 141, 148, 149 |

### Estaciones en construcción
| Estación       | Propuesta de iconografía            | Inicio de construcción | Ubicación      | Tipo de estación           | Construcción   | Conexiones |
| -------------- | ----------------------------------- | ---------------------- | -------------- | -------------------------- | -------------- | --- |
| Observatorio   | Domo de un observatorio astronómico | marzo de 2016          | Álvaro Obregón | Terminal y correspondencia | Túnel Profundo | Correspondencia - Línea 1 Otros servicios - CETRAM Observatorio - Ruta 21-D - Terminal Central de Autobuses del Poniente En construcción - Observatorio |
| Álvaro Obregón | Tres flores                         | marzo de 2016          | Álvaro Obregón | Paso                       | Túnel Profundo | |
| Valentín Campa | Busto de Valentín Campa             | marzo de 2016          | Álvaro Obregón | Paso                       | Túnel Profundo | Otros servicios - Líneas: 112, 119 |

## Afluencia por estación
La siguiente tabla muestra cada una de las estaciones de la Línea 12, el total y el promedio de pasajeros diarios durante 2022.
| Estación                 | Tipo de estación              | Ranking Local | Ranking General | Total de Pasajeros | A diario |
| ------------------------ | ----------------------------- | ------------- | --------------- | ------------------ | -------- |
| Mixcoac                  | Terminal / De correspondencia | -             | -               | 0                  | 0        |
| Insurgentes Sur          | De paso                       | -             | -               | 0                  | 0        |
| Hospital 20 de noviembre | De paso                       | -             | -               | 0                  | 0        |
| Zapata                   | De correspondencia            | -             | -               | 0                  | 0        |
| Parque de los venados    | De paso                       | -             | -               | 0                  | 0        |
| Eje central              | De paso                       | -             | -               | 0                  | 0        |
| Ermita                   | De correspondencia            | -             | -               | 0                  | 0        |
| Mexicaltzingo            | De paso                       | -             | -               | 0                  | 0        |
| Atlalilco                | De correspondencia            | -             | -               | 0                  | 0        |
| Culhuacán                | De paso                       | -             | -               | 0                  | 0        |
| San Andrés Tomatlán      | De paso                       | -             | -               | 0                  | 0        |
| Lomas Estrella           | De paso                       | -             | -               | 0                  | 0        |
| Calle 11                 | De paso                       | -             | -               | 0                  | 0        |
| Periférico Oriente       | De paso                       | -             | -               | 0                  | 0        |
| Tezonco                  | De paso                       | -             | -               | 0                  | 0        |
| Olivos                   | De paso                       | -             | -               | 0                  | 0        |
| Nopalera                 | De paso                       | -             | -               | 0                  | 0        |
| Zapotitlán               | De paso                       | -             | -               | 0                  | 0        |
| Tlaltenco                | De paso                       | -             | -               | 0                  | 0        |
| Tláhuac                  | De paso                       | -             | -               | 0                  | 0        |

Nota: La Línea 12, al haber estado cerrada durante todo el año 2022 por rehabilitación y reparaciones, su datos de afluencia no son contabilizados en el ranking de la afluencia por estaciones y líneas del metro, esto al registrar una afluencia de cero pasajeros en cada una de sus estaciones.

## Ampliación
En diciembre de 2012 y marzo de 2013 se anunció la posible ampliación de la línea 12 hacia el poniente para conectarla con la línea 1. Esta propuesta fue aprobada el 7 de septiembre de 2013 por el secretario de Comunicaciones y Transportes, Gerardo Ruiz Esparza.
El 8 de julio de 2015 el Gobierno del Distrito Federal anunció que el consorcio conformado por Promotora y Desarrolladora Mexicana, Proacon y Desarrollo de Terracería ganó la licitación para construir la ampliación de la línea 12 de la estación Mixcoac hacia la estación Observatorio de la línea 1. El tramo tendrá una longitud de 3.5 km, un costo de 19,439 millones de pesos y se construirían dos estaciones: Valentín Campa y Álvaro Obregón; y conectaría con la terminal Observatorio. El consorcio constructor propuso como fecha de inicio de obra el 17 de julio de 2015 y como fecha de finalización diciembre de 2016, aunque la obra se vio retrasada por falta de presupuesto. 
Se esperaba que la obra terminara en 2019.

### Retraso de obra
El 27 de diciembre de 2018, el presidente de la República, Andrés Manuel López Obrador, junto con la jefa de gobierno de la Ciudad de México Claudia Sheinbaum, informó que la obra sería terminada en 3 años si se apresuran las empresas constructoras al finalizar la obra pública. Sin embargo, pasó el tiempo y la ampliación no se ha inaugurado, actualmente en agosto de 2025, la obra solo llegó hasta la mitad.

## Fallas de construcción y reparaciones
Semanas antes de su inauguración, se detectó un desgaste anormal de los rieles en dos curvas del tramo elevado, por lo que se tuvo que hacer un reperfilado y sustituir 900 metros de riel. Cabe señalar que a pesar de que la línea comenzó operaciones hasta octubre de 2012, desde el domingo 17 de junio de ese año, se ofrecieron recorridos gratuitos de manera semanal o quincenal, haciendo paradas en determinadas estaciones, tanto para conocer el trayecto como las estaciones.
El 26 de julio de 2013, una porción del techo de plafón de la estación Hospital 20 de Noviembre colapsó y se precipitó a las vías, provocando la interrupción del servicio por algunos minutos, no se reportaron personas lesionadas sin embargo el servicio fue suspendido de la estación del incidente a la terminal Mixcoac; para esta fecha, la línea tenía casi 9 meses de haber iniciado operaciones de manera oficial. Por esas mismas fechas, el Sistema de Transporte Colectivo (STC) anunció el primer cierre de operaciones parcial y solicitó al consorcio constructor de la línea 12, formado por las empresas ICA, Carso y Alstom, la renivelación de los rieles entre las estaciones Culhuacán y Calle 11. La suspensión del servicio de trenes se realizó durante los fines de semana entre el 2 de agosto y el 30 de noviembre de 2013. Semanas más tarde, el 4 de octubre de 2013, inició otro periodo de mantenimiento desde la estación terminal Tláhuac hasta la estación Tezonco.

### Primera suspensión de operaciones
El 17 de febrero de 2014, inició un periodo más de mantenimiento de renivelación y reajuste de los rieles, compactación del balasto y apriete y/o sustitución de los elementos de sujeción de rieles y durmientes. Durante el horario de servicio se decidió operar los trenes a una velocidad menor a los 35 Km/h denominada marcha de seguridad. En consecuencia, se registró un incremento entre 7 y 10 minutos más en el tiempo de recorrido total. El 11 de marzo de 2014, Joel Ortega Cuevas, entonces director del STC, anunció la suspensión del servicio por tiempo indefinido entre la terminal Tláhuac y la estación Culhuacán debido a las graves fallas detectadas en el tramo elevado, lo que incrementaba las posibilidades de descarrilamiento de los trenes. Algunos medios de comunicación mostraron fotografías y videos donde se apreciaban durmientes de concreto fracturados longitudinalmente, elementos de sujeción fracturados, desgaste ondulatorio en rieles y desgaste en las ruedas de acero de los trenes. Como consecuencia de la suspensión del servicio, autoridades del entonces Gobierno del Distrito Federal, exfuncionarios de la administración 2006-2012 y representantes del consorcio constructor, se culparon mutuamente por las fallas en la línea. Esto provocó que el 18 de marzo de 2014 la Asamblea Legislativa del Distrito Federal creara una comisión para determinar las causas que originaron las fallas. Esta comisión quedó integrada por 15 diputados de todas las fracciones políticas y presidida por el diputado Jorge Gaviño Ambriz del partido Nueva Alianza.
El 19 de marzo de 2014 el director del Proyecto Metro del Distrito Federal, Enrique Horcasitas, fue removido de su cargo por Miguel Ángel Mancera, bajo el argumento de garantizar una investigación transparente sobre las fallas en la línea 12. Posteriormente, la comisión creada por la Asamblea Legislativa ordenó la comparecencia de Enrique Horcasitas –exdirector del proyecto–, Joel Ortega Cuevas y Francisco Bojórquez Hernández, –director y exdirector del metro, respectivamente– y de Grupo ICA, Alstom Mexicana y Grupo Carso, –consorcio constructor de la obra–, DB International, ILF Baratende, Tuv Sud Rail y Hamburg Consult –consorcio certificador de la línea 12–, Construcciones y Auxiliar de Ferrocarriles –constructora del material rodante– y de Impulsora Tlaxcalteca de Industrias –supervisora de la obra–
En una entrevista ofrecida a los medios de comunicación Miguel Ángel Mancera mencionó que entregará el dictamen técnico solicitado a las empresas europeas Travaux du Sud-Ouest y Eurovia Travaux Ferroviaires a la Contraloría General del Distrito Federal, la cual también realiza un estudio técnico asesorada por la empresa SGS. Hiram Almeida Estrada, titular de la contraloría, mencionó que el objetivo de estos estudios es establecer las responsabilidades correspondientes y permitir la realización de las acciones jurídico-legales que procedan.
Semanas más tarde, el 27 de marzo la empresa Eurovia Travaux Ferroviaires anunció su retiro de los trabajos de diagnósticos que se llevaron a cabo en la línea 12 por causas desconocidas; días más tarde la empresa ferroviaria francesa Systra fue contratada por el gobierno del Distrito Federal y reemplazada por Eurovia Travaux Ferroviaires. Systra continuó trabajando en conjunto con Travaux du Sud-Ouest en los diagnósticos de la mencionada línea.[cita requerida] El 4 de abril de 2014 la Junta de Coordinación Política de la Cámara de Diputados creó una comisión para dar seguimiento a los recursos federales asignados a la construcción de la línea 12 del metro. El 8 de abril de 2014 Joel Ortega compareció ante esta comisión para explicar el destino de los fondos federales asignados a la línea 12.

### Proyecto ejecutivo de rehabilitación (Tláhuac-Atlalilco)

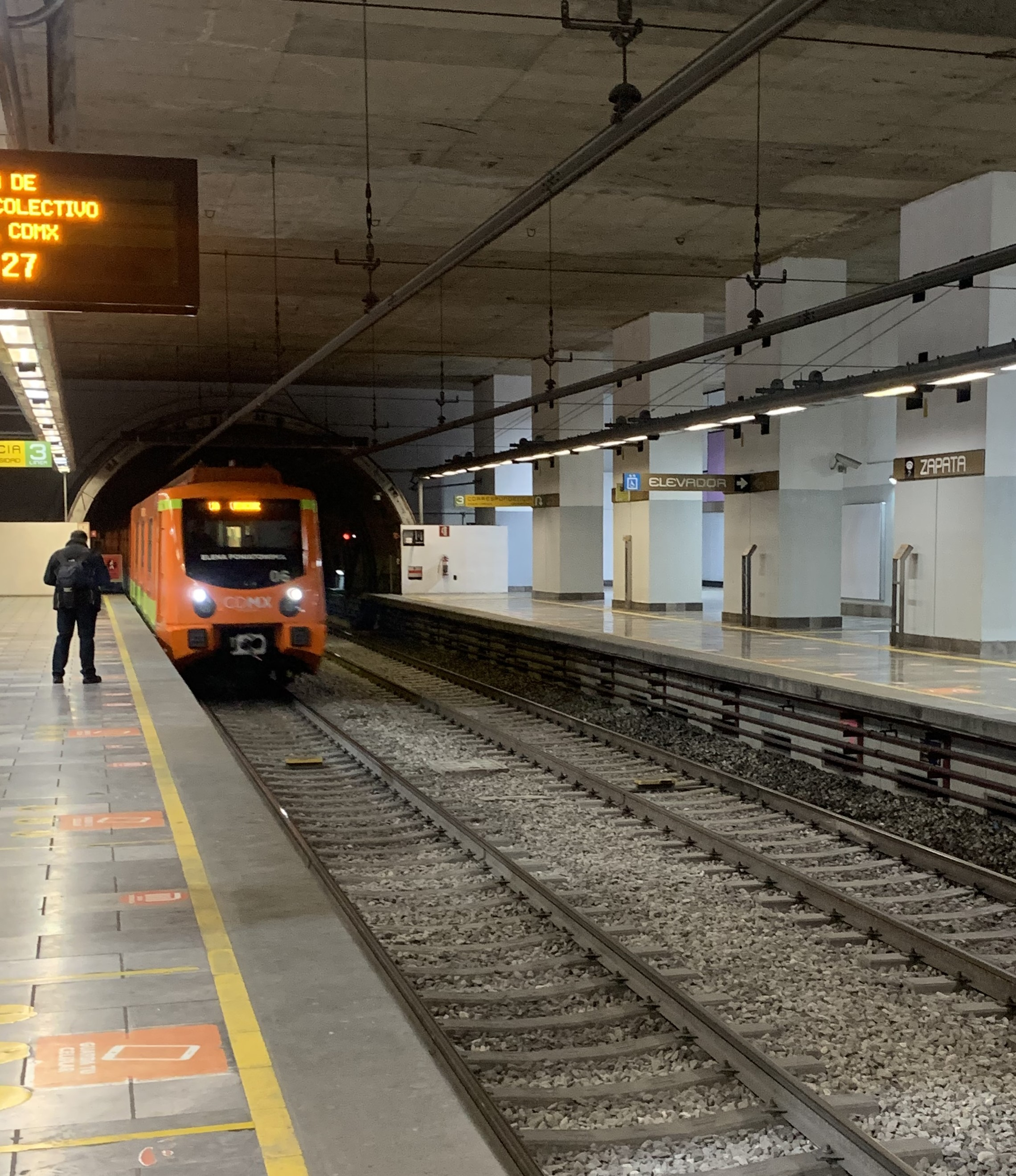
Tren arribando a la estación Zapata de la Línea 12

El 4 de septiembre de 2014, las empresas Systra y TSO entregaron el diagnóstico realizado por estas empresas durante varias semanas. Dicho diagnóstico explica las fallas detectadas en la infraestructura, así como la respectiva solución a las mismas. Se concluyó que hubo errores generales de operación, diseño y mantenimiento en toda la vía. El informe plantea 32 acciones correctivas y la sustitución de al menos 312,000 piezas solo en el tramo detenido. Algunas acciones a ejecutar son las siguientes:
- Modificar el trazo de las curvas 1 y 2 ubicadas en los talleres de la estación Tláhuac, a fin de acrecentar sus radios para que los trenes puedan maniobrar con facilidad.
- Nivelar toda la vía y amoldar los rieles para obtener el perfil con especificación "UIC60".
- Modificar el perfil de las ruedas de los trenes para ajustarlo a la norma francesa "NF-F-03-402" con una adaptación para obtener un ancho de pestaña de 31.5 mm.
- Sustituir aproximadamente 14,000 m³ de balasto por uno del tipo "C4".
- Sustituir aproximadamente 15,000 metros de riel
- Modificar el peralte en 15 curvas, de 160 a 100 mm.
- Cambiar aproximadamente 15,000 piezas de fijación (agujas y grapas) por unas de la marca "Vipa".
- Sustituir 12,500 traviesas por unas de la marca Sateba.[62]
- Cambiar agujas en 26 aparatos de vía.
- Hacer 954 soldaduras.
- Esmerilar 3,412 soldaduras con defectos.

Systra y TSO supervisarán los trabajos de mantenimiento, según expusieron las autoridades del Gobierno del Distrito Federal; también declararon que se requerirá de un proyecto ejecutivo para rehabilitar la línea el cual deberá diseñarse por todas las partes involucradas.
El 29 de septiembre de 2014, la Secretaría de Obras y Servicios del Distrito Federal anunció que la línea 12 operará completamente hasta finales de 2015, haciendo reaperturas parciales comenzando por las estaciones Culhuacán y San Andrés Tomatlán en mayo, mientras que Lomas Estrella, Calle 11 y Periférico Oriente reabrirán en junio, terminando con la reapertura desde la estación Tezonco hasta la terminal Tláhuac en noviembre de 2015.
La rehabilitación del tramo afectado comenzó hasta inicios de 2015, debido a falta de recursos del año precedente según declaraciones de las autoridades del Gobierno del Distrito Federal, asimismo también declararon que los costos de la rehabilitación de la línea serán por 893 millones de pesos.

### 2015
Para ese año comenzaron oficialmente los trabajos de mantenimiento mayor entre las estaciones Tláhuac y Culhuacán, de acuerdo al proyecto ejecutivo anunciado a mediados de 2014; dichos trabajos se extendieron durante todo ese año, para comenzar con reaperturas parciales durante 2015. Sin embargo, a pesar de la intención de la Secretaría de Obras y Servicios de volver a abrir estaciones de esta manera se descartó esta posibilidad, para reabrir todo el tramo rehabilitado en noviembre del mismo año como se había comprometido el Jefe de Gobierno.
Del 4 al 6 de septiembre de 2015 se realizan pruebas dinámicas en el tramo Nopalera-Zapotitlan el cual fue rehabilitado al 100%; para esto se reemplazó el total de rieles, durmientes, grapas y balasto con materiales nuevos y sobre la base de las especificaciones de Systra, asimismo las pruebas fueron realizadas con un tren modificado de igual manera sobre la base de las especificaciones de Systra. Los resultados de estas pruebas se obtuvieron el 7 de septiembre y fueron enviados a valoración en laboratorios franceses, aunque en el momento se confirmó que las pruebas fueron exitosas y se procedería a seguir la misma línea de rehabilitación en el resto del tramo afectado.
Semanas después el jefe de gobierno Miguel Ángel Mancera confirmó como fecha límite de conclusión de trabajos de rehabilitación el 30 de noviembre de 2015 y el reinicio inmediato de operaciones en toda la línea. Adicionalmente, el tramo subterráneo también será sometido a correcciones y mantenimiento mayor, aunque esto se realizaría sin suspender el servicio en dicho tramo.
Posteriormente el director del Sistema de Transporte Colectivo Metro en ese año, Jorge Gaviño Ambriz, declaró que el reinicio de operaciones será con 15 trenes rehabilitados y 15 sin rehabilitar, como consecuencia la línea funcionaría con velocidades de contingencia (35 km/h y 50 km/h) en tanto no concluya la rehabilitación tanto en el restante de trenes como en el tramo subterráneo, aunque no precisó una fecha para la conclusión de estos trabajos.
A mediados de octubre el jefe de gobierno Miguel Ángel Mancera consideró la reapertura del tramo comprendido entre Culhuacán y Periférico Oriente a finales de ese mes, sin embargo declaró que dependerá de la decisión de las certificadoras, y en caso de no otorgarse el visto bueno se mantendría como fecha de reinicio de operaciones a más tardar el 30 de noviembre en las 11 estaciones fuera de servicio.
El 27 de octubre de 2015, el director del Sistema de Transporte Colectivo Metro, Jorge Gaviño Ambriz confirma el reinicio de operaciones en las estaciones Periférico Oriente, Calle 11, Lomas Estrella, San Andrés Tomatlán y Culhuacán a partir del día siguiente, 28 de octubre a las 11:00 GMT -6 (17:00 GMT) y en el horario habitual de servicio del metro desde el 29 de octubre. En tanto, la estación Periférico Oriente fungiría como terminal provisional hasta que concluyeran los trabajos en el tramo restante, de la estación Tezonco a la terminal Tláhuac, mientras el servicio gratuito con camiones RTP ahora sería ofrecido desde Periférico Oriente hasta Tláhuac.
El 29 de noviembre de 2015 a las 10:00 GMT -6 (16:00 GMT) el Jefe de Gobierno del Distrito Federal, Miguel Ángel Mancera encabeza la reanudación del servicio en el tramo restante, desde la estación Tezonco a la terminal Tláhuac, con lo cual reinicia el servicio en la totalidad de la línea en el horario habitual de servicio del metro a partir del 30 de noviembre de 2015 y se retira por completo el transporte de apoyo con camiones de RTP.

### 2016
En junio de 2016 se confirmó que el Sistema de Transporte Colectivo Metro está trabajando en un proyecto bianual para llevar a cabo el mantenimiento mayor de un segundo sector de vías de la línea 12, correspondiente al tramo subterráneo de la estación Atlalilco a la estación terminal Mixcoac; Jorge Gaviño Ambriz, director del organismo de transporte informó que el proyecto se encuentra en desarrollo y que los trabajos de rehabilitación se llevarían a cabo por las noches con el objetivo de no afectar el servicio, asimismo las obras iniciarían en 2016 y se extenderían a 2017, demorando 13 meses aproximadamente.
El mantenimiento según Gaviño, consistiría en realizar el mismo procedimiento interventivo llevado a cabo en la primera etapa del mantenimiento de la línea 12 (Tláhuac-Atlalilco), ejecutado durante 2014 y 2015; se reemplazarían los rieles por unos con el perfil "UIC60", colocado de traviesas de la marca Sateba, sustitución de fijaciones por unas de la marca "Vipa". y reemplazo del balasto con uno del tipo "C4", además de las recomendaciones indicadas por Systra en la primera etapa del mantenimiento.
En agosto de 2016, Gaviño Ambriz informó que para iniciar el mantenimiento se dará prioridad a las curvas que presenten mayor desgaste ondulatorio, y que para comenzar dichos trabajos se contempla el tramo de vías ubicado entre las estaciones Atlalilco a Parque de los Venados. Las obras comenzarían en diciembre de 2016 y se extenderían en 2017, llevando a cabo los trabajos en horarios nocturnos por 3 horas y 30 minutos diariamente sin suspensión del servicio de trenes. El presupuesto considerado para esta segunda etapa de mantenimiento es por 800 millones de pesos.

### 2017
El 19 de septiembre de 2017, un terremoto magnitud 7.1 azotó la Ciudad de México y algunos estados aledaños. Como consecuencia, el Sistema de Transporte Colectivo se vio obligado a suspender el servicio entre las estaciones Tláhuac y Culhuacán (principalmente por el descarrilamiento menor de un tren en la interestación Nopalera-Zapotitlán sin que hubiera personas lesionadas y una falla del suministro eléctrico) en tanto se evaluaba el estado de las instalaciones. Algunas horas más tarde se reportó que el tren ya había sido reencauzado, pero el servicio seguía suspendido en el tramo elevado. El 20 de septiembre el STC, mediante su cuenta oficial en Twitter, informó que el servicio de la línea 12 sería hasta la estación Periférico Oriente mientras continuaban evaluando el estado del tramo suspendido, y se asignaban 50 unidades del sistema M1 para dar servicio a los usuarios en el tramo suspendido.
El 21 de septiembre el servicio entre las estaciones Tezonco y Tláhuac continuó suspendido. Sin embargo, se dio a conocer que, derivado de las evaluaciones, se encontraron los siguientes problemas:
- Daños visibles en vías.
- Falla estructural en una columna entre las estaciones Olivos y Nopalera, ubicada al cruce de calle Gitana y avenida Tláhuac. En esta última vialidad cayó dicha columna en la noche del 3 de mayo de 2021.
- Se detectó un vicio oculto en el armado de la columna antes mencionada, en el armado de los anillos en la parte baja de la columna, por lo que se procederá a revisar todas las columnas del viaducto elevado.
- Desplazamiento en el cabezal de apoyo de una trabe colocada en las curvas 11 y 12 (Nopalera-Zapotitlán).
- Rompimiento en el sistema contra incendios de la estación Nopalera.

El 22 de septiembre, después de las verificaciones correspondientes, se habilitó el servicio en las estaciones Tezonco y Olivos, funcionando esta última como terminal provisional. También se confirmó que el sistema M1 seguirá brindando servicio en el tramo suspendido. El 24 de septiembre se informó que el tramo Nopalera-Tláhuac se mantendría cerrado al menos por 4 semanas para realizar la reparación en la columna y el cambio de elementos en las curvas 11 y 12. El servicio de todas las estaciones de la línea se reanudó el lunes 30 de octubre, después de varias pruebas de operación.

### 2023
El 15 de enero de 2023 fue la reapertura de la línea 12 del metro en su tramo subterráneo, de las estaciones Atlalilco a Mixcoac, apenas 8 días después de la Colisión de trenes en el Metro de la Ciudad de México de 2023 El 15 de julio volvieron a operar cinco estaciones de la línea, de Culhuacán a Periférico Oriente.

## Desplome
El 3 de mayo de 2021, alrededor de las 22:20 (UTC -6), una viga metálica que sostiene el cajón de vías entre las estaciones Olivos y Tezonco se venció por la mitad y colapsó sobre la Avenida Tláhuac junto con un tren que circulaba en ese momento, causando el descarrilamiento y la caída de dos vagones, los cuales fueron llevados a los talleres de Tláhuac. Algunos automóviles y transeúntes quedaron atrapados entre el colapso. El suceso tuvo como consecuencia preliminar un estimado de 26 fallecidos y 80 heridos.
El accidente provocó un nuevo cierre de operaciones en la línea 12, esta vez en la totalidad del recorrido, además de severas congestiones viales sobre avenida Tláhuac, la cual fue cerrada al paso de vehículos en la zona en tanto se retiran los escombros y se realizan los peritajes correspondientes. Esta es la tercera vez que el servicio es suspendido y es la primera en la que la suspensión es en todas las estaciones.
A raíz del terremoto del 19 de septiembre de 2017, vecinos de las colonias San Lorenzo Tezonco y Los Olivos, así como ingenieros y especialistas reportaron fallas estructurales en las columnas que sostienen el puente donde pasa el metro; sin embargo, en redes sociales se denunció que el gobierno de la Ciudad de México había ignorado las alertas y nunca se le dio mantenimiento.

## Detalle de fallas por material de obra
Del sector de vías elevado de la línea 12 de 12.5 km, aproximadamente 7 km están construidos con trabes metálicas apoyadas por columnas coladas en sitio, excepto en la estación Periférico Oriente, donde toda la estructura (columnas, trabes y soportes de la estación) es metálica. Este sector de trabes metálicas es el que ha presentado mayor incidencia respecto a las fallas de la línea.
Durante el cierre parcial de 2014 y 2015, se detectó que la trabe número 41 presentaba deformación y comenzaba a hundirse; un diagnóstico realizado después del Terremoto de Puebla en 2017 señalaba que la trabe tiene un error de diseño, siendo 17 metros más larga que el resto de elementos metálicos, esto para librar la Av. Guillermo Prieto de obstáculos y una infraestructura hidráulica que corre por debajo de la avenida; sin embargo, el exceso de longitud de este elemento era el causante de su deformación, en ese entonces se intervino la trabe en paralelo con las obras de rehabilitación de Tláhuac a Atlalilco, mediante el soldado de estructuras menores en la parte exterior de cada trabe que conformaba la ballena y el apuntalamiento de la misma, esto evitaría que la estructura se hundiera más. Para 2015 y después de la primera intervención, el hundimiento era de aproximadamente 20 centímetros, mientras que posterior al terremoto de 2017 el hundimiento se pronunció 15 centímetros más.
La ballena fue intervenida por segunda ocasión en 2017, se construyó una estructura en forma de arco para apuntalar la estructura y al mismo tiempo, librar la Av. Guillermo Prieto, con esta solución se aseguró que la ballena reducía su hundimiento y garantizaba la seguridad y operación de la línea.
Metros más adelante, la columna 69 se fisuró debido también al terremoto de 2017 y el cabezal de apoyo de la ballena quedó expuesto, por lo que fue necesario aumentar el radio de la columna de concreto, mediante el añadido de varias filas más de varilla y la reparación del cabezal.
En cuanto a la infraestructura utilizada para el rodamiento de los trenes, los rieles fueron incompatibles y de mala calidad, lo que contribuyó al acelerado desgaste que propició el primer cierre parcial de la línea entre 2014 y 2015; en el proyecto ejecutivo de rehabilitación de estos años se señaló que toda la vía debería ser renivelada y amoldada para obtener un perfil específico de deslizamiento que permitiera un encaje adecuado entre el riel y las ruedas del tren, mitigando de esta manera la vibración de toda la estructura sobre todo en las curvas, además del reemplazo de los rieles en curvas por unos de mejor calidad y mayor dureza, para garantizar la durabilidad de los mismos sin que se deformen. La nivelación y el reemplazo de los rieles hasta aquel momento solo se realizara en el sector superficial y elevado de la línea, es decir, no considerara las estaciones Atlalilco a Mixcoac, a pesar de que el entonces director del Sistema de Transporte Colectivo, Jorge Gaviño Ámbriz, en 2016, había anunciado un proyecto ejecutivo bianual para llevar a cabo las mismas tareas de rehabilitación que el primer sector de vías de Tláhuac a Culhuacán; la rehabilitación del sector entre estas estaciones se retomó en 2021 y se realizó en paralelo con la rehabilitación del sector elevado y superficial de la línea tras el desplome próximo a la estación Olivos ocurrida el 3 de mayo de ese año. La rehabilitación consistió en los mismos procedimientos realizados entre 2014 y 2015 desde la estación Tláhuac a Atlalilco y la obra se entregó en diciembre de 2022, retomando operaciones el 15 de enero de 2023.